# Ле-Локль
Ле-Локль (фр. Le Locle) — громада в Швейцарії в кантоні Невшатель.
Розташоване в Юрських горах, за декілька кілометрів від міста Ла-Шо-де-Фон. Третє найменше місто в Швейцарії (в Швейцарії для набуття населеним пунктом статусу міста необхідно не менше ніж 10,000 мешканців).
Ле-Локль відомий як центр швейцарського годинникарства, індустрія в якому сягає 17 століття. Багато відомих компаній з виробництва годинників було засновано в цьому місті, серед яких Павло Буре, Mido, Zodiac, Tissot, Ulysse Nardin, Zenith, Montblanc, а також компанії Certina та Universal Genève, що згодом переїхали в Женеву. Історія міста в галузі годинникової справи задокументована в одному з провідних світових музеїв часового мистецтва, Musée d'Horlogerie du Locle, Monts Castle, що розташований в заміській садибі 19-го століття на пагорбі на північ від міста. Відновлені історичні підземні млини (зерновий, олійний, лісопильний) можна побачити в печері, розташованої приблизно за кілометр на захід від центру міста.
Назва міста походить від слова, що означає озеро або trou d'eau .

## Географія
Громада розташована на відстані близько 55 км на захід від Берна, 16 км на північний захід від Невшателя.
Ле-Локль має площу 34,7 км², з яких на 12,7 % дозволяється будівництво (житлове та будівництво доріг), 49,5 % використовуються в сільськогосподарських цілях, 36,2 % зайнято лісами, 1,6 % не є продуктивними (річки, льодовики або гори).

## Історія
Вперше Ле-Локль згадується в 1332 як dou Locle.

## Об'єкти Всесвітньої спадщини ЮНЕСКО
Ле-Локль, як і Ла-Шо-де-Фон, завдячує своїм виживанням виробництву та експорту годинників. Промисловість годинникового виробництва була принесена в Ле Локль у 17 столітті Даніелем Жанрішаром, годинниковим майстром-самоучкою, який заохочував фермерів цього району розпочати виробництво компонентів годинника впродовж довгих зим. У 20 столітті розвинулась мікромеханічна промисловість.
Годинникарські міста Ле-Локль і Ла-Шо-де-Фон спільно отримали визнання ЮНЕСКО за їх виняткову глобальну цінність.
Через висоту (близько 1000 метрів) і відсутність води (пористий вапняк під землею) земля погано підходить для землеробства. Планування та забудова міста відображає потребу майстрів годинникового промислу в раціональній організації міста. Місто були відновлені в межах старих планів на початку 19 століття після великих пожеж.
План містобудування відображає потреби місцевої культури годинникарів, що сягає 17 століття й живе досі. План міста являє собою схему паралельних смуг, на яких перемішано розташовуються житлові будинки та годинникарські майстерні. Обидва міста представляють видатні приклади моноіндустріальних виробничих міст, які все ще добре збереглися та виробляють продукцію. Забудова міст врахувала перехід від ремісничого виробництва кустарного виробництва до більш концентрованого фабричного виробництва кінця 19 і 20 століть.
Карл Маркс описав Ла-Шо-де-Фон як «велике місто-фабрику» у «Капіталі», де він аналізував поділ праці в годинниковій промисловості Юри.
Це десятий швейцарський об'єкт, що отримав статус Всесвітньої спадщини ЮНЕСКО, приєднавшись до Старого міста Берна, Ретіської залізниці, а також абатства та монастиря Святого Галла.

## Демографія
2019 року в громаді мешкало 11 132 особи (-0,1 % порівняно з 2010 роком), іноземців було 28,2 %. Густота населення становила 321 осіб/км².
За віковим діапазоном населення розподілялося таким чином: 21,1 % — особи молодші 20 років, 58,2 % — особи у віці 20—64 років, 20,7 % — особи у віці 65 років та старші. Було 5195 помешкань (у середньому 2,1 особи в помешканні).
Із загальної кількості 8765 працюючих 96 було зайнятих в первинному секторі, 5706 — в обробній промисловості, 2963 — в галузі послуг.